# Ariane Luna Peixoto
Ariane Luna Peixoto (1947) é uma botânica, e professora brasileira, que desenvolve atividades como pesquisadora sócia do Instituto de Pesquisas do Jardim Botânico do Rio de Janeiro, na Escola Nacional de Botânica Tropical, Rio de Janeiro, da qual também foi diretora. Também é coordenadora de seu Programa de Pós-Graduação". Tem oito espécies de plantas nomeadas em sua homenagem.
Desenvolve pesquisas em taxonomia de Espermatófitas, flora da Mata Atlântica, conservação ambiental; e nos Projetos "Flora da Serra do Cipó", "Flora de Goiás", "Florística de um trecho de floresta atlântica em ARIE de Cicuta, Rio de Janeiro".

## Livros
- 2010 - Jardins botânicos, com Rejan Rodrígues Guedes-Bruni (Sociedade Brasileira para o Progresso da Ciência)

- 2006 - Diretrizes e estratégias para a modernização de coleções biológicas brasilerias e a consolidação de sistemas integrados de informação sobre biodiversidade. (Ministério da Ciência e Tecnologia)

- 2003 - Coleções biológicas de apoio ao inventário, uso sustentável e conservação dá biodiversidade (Instituto de Pesquisas Jardim Botânico do Rio de Janeiro) ISBN 85-7224-012-8

- 2001 - Flora Ilustrada Catarinense: Monimiaceas. (Herbário "João Barbosa Rodrigues")

- 1991 - Novas espécies para o gênero Plinia (Myrtaceae), com Graziela Maciel Barroso (Sociedade Botânica do Brasil)

- 1978 - Contribuição ao conhecimento da seção Exappendiculatae Perkins do gênero Mollinedia Ruiz et Pavón (Mollinedieae, Monimioideae, Monimiaceae). (Universidade Federal do Rio de Janeiro)

- 1972 - Hidrofiláceas, com Bernardo Flaster, Roberto Miguel Klein e Raulino Reitz (Herbário "Barbosa Rodrigues")

## Prêmios e reconhecimentos
- 2023 - Mollinedia arianeae Lírio & M.Pignal, nomeada em sua homenagem[5]
- 2022 - Piper arianeae G.A.Queiros, Sarnaglia & E.F.Guimaraes, nomeada em sua homenagem[6]
- 2010 - Botânico Homenageado, Diretoria Regional MG/BA/ES da Sociedade Botânica do Brasil
- 2010 - Comenda do Mérito Universitário, Universidade Federal Rural do Rio de Janeiro
- 2010 - Medalha comemorativa 100 anos de educação da ESAMV à UFRRJ, Universidade Federal Rural do Rio de Janeiro
- 2005 - Ordem Nacional do Mérito Científico, na classe de Comendador
- 2004 - Bulbophyllum arianeae Fraga, C.N. & Smidt, E.C, nomeada em sua homenagem[7]
- 2002 - Medalha Augusto Ruschi e Prêmio Lions de Meio Ambiente, Lions Clube do Rio de Janeiro
- 2002 - Botânico Homenageado, Sociedade Botânica do Brasil, Diretoria do Rio de Janeiro
- 1998 - Hindsia arianeae F. R. Di Maio, nomeada em sua homenagem[8]
- 1996 - presidente do Projeto Flora Neotrópica[9]
- 1992 - Tabebuia arianeae A.Gentry, nomeada em sua homenagem[10]
- 1998 a 2002 - Secretária executiva da Asociación Latinoamericana de Botánica
- 1989 - Licania arianeae G.T. Prance, nomeada em sua homenagem[11]
- 1986 - Siparuna arianeae M.V.Pereira, nomeada em sua homenagem[12]
- 1984 - Ditassa arianeae J. Fontella Pereira et E. Swartz, nomeada em sua homenagem[13]